# Ricardo Palma Salamanca
Ricardo Palma Salamanca (Santiago, 1 de julio de 1969), conocido como «El Negro» o «Rafael» es un exmiembro del Frente Patriótico Manuel Rodríguez (FPMR). Fue condenado como autor material del asesinato del senador Jaime Guzmán, por homicidio, secuestro y otros delitos diversos. Estuvo prófugo entre el 30 de diciembre de 1996, fecha en que se fugó desde la Cárcel de Alta Seguridad de Santiago, y el 16 de febrero de 2018, cuando fue detenido en Francia, país que le otorgó asilo político.

## Biografía
Ricardo Palma cursó la enseñanza media en el Colegio Latinoamericano de Integración y posteriormente realizó estudios de fotografía y guitarra. En 1985 ingresó a las Juventudes Comunistas de Chile y desde 1986 pasó a formar parte de las Milicias Rodriguistas, antesala de su ingreso al Frente Patriótico Manuel Rodríguez (FPMR). 
A fines de la década de los ochenta, Palma se consolidó dentro del FPMR como uno de sus más destacados cuadros operativos. En esa época, conoció a Raúl Escobar Poblete, alias Emilio, con quien conformó una dupla que en los años siguientes ejecutó las acciones más radicales de la organización.
Es así que intervino como autor material en las muertes del coronel de carabineros Luis Fontaine, y del sargento de ejército Víctor Valenzuela Montecinos, participando además en el atentado con explosivos a un grupo de marines norteamericanos en Valparaíso, y actuando como miembro del grupo que secuestró a Cristian Edwards, entonces joven empresario e hijo de Agustín Edwards Eastman —dueño de El Mercurio— en septiembre de 1991.

## Asesinato de Jaime Guzmán
La acción que marcó la notoriedad pública de Ricardo Palma fue el asesinato, el 1 de abril de 1991, del senador de la UDI Jaime Guzmán. A pesar de que en un principio se opuso a ejecutar la orden, por considerar que Guzmán «no había matado a nadie», terminó siendo el autor material de los disparos que terminaron con la vida del ideólogo de la dictadura militar de Augusto Pinochet, operación en la que actuó acompañado por Emilio.
El 25 de marzo de 1992 fue detenido por la Policía de Investigaciones (PDI) acusado por el secuestro de Edwards y las muertes de Guzmán, Fontaine y Valenzuela. En tres de estos procesos fue condenado a cadena perpetua; en el caso Fontaine su condena fue de 15 años de prisión.

## Fuga
El 30 de diciembre de 1996 fue liberado junto a otros tres de sus compañeros —Pablo Muñoz Hoffmann, Mauricio Hernández Norambuena y Patricio Ortiz Montenegro— por un helicóptero desde la Cárcel de Alta Seguridad de Santiago en una operación organizada por el Frente Patriótico Manuel Rodríguez y comandada por Emilio. Desde su fuga, fue uno de los más buscados por la PDI por delitos de homicidio, infracción a la ley de armas y evasión de presos desde cárcel de alta seguridad.
Tres meses después de la fuga, Palma hizo llegar una carta a su madre, Mirna Salamanca, donde la tranquilizaba sobre su estado de salud, pero no daba pistas de su paradero: «Madre, estoy viviendo con el corazón abierto, la vida se me iba como lágrimas en la lluvia y yo seguía mirando el sol bajo los puentes. Pero la sonrisa ha vuelto, y los ojos brillan. Hoy luzco un tono fascinante, sonrío, madre, el don de esta vida volvió como lagartija alada. Madre: estoy vivo, estoy en el mundo de la vida. Ya llegará el tiempo de una carta más larga y pausada». Al final de la carta, Palma firmaba en forma simbólica como "Richard Kimbal", el personaje de la serie de televisión El fugitivo.
En la clandestinidad escribió dos libros: El gran rescate, que fue publicado para el primer aniversario de la fuga, y Una larga cola de acero, con la historia novelada del FPMR. El gran rescate se convirtió en un superventas, con varias reimpresiones y traducciones al italiano y al francés.

## Vida posterior
Palma habría residido en México hasta la captura de Raúl Escobar Poblete, Emilio, ocurrida el 30 de marzo de 2017 en ese país. Palma se hacía pasar por fotógrafo mexicano de nombre Esteban Solís Tamayo y tenía con su pareja, Silvia Brzovic Pérez, que allí era la relacionadora pública de artistas plásticos Pilar Quezada Moreno, una galería de arte en el estado de Guanajuato. Palma, como Escobar, (supuestamente) formaban parte del grupo liderado ideológica y estratégicamente por exetarras que se dedicaba a secuestros y en el que había exguerrilleros de diversos países, según la policía mexicana, que piensa que la pareja pudo haber huido a Cuba.
El 16 de febrero de 2018, Salamanca fue capturado en Francia, información que fue confirmada por el ministro Mario Carroza en Chile. El gobierno chileno solicitó su extradición para enfrentar nuevamente a la justicia chilena. El 2 de noviembre el Estado francés le concedió asilo político, y el 23 de enero de 2019 el tribunal de apelaciones de París negó a la justicia chilena el pedido de extradición.
La presidencia de Chile emitió el 5 de noviembre de 2018 un comunicado frente al otorgamiento de asilo político a Palma Salamanca. A través de una carta dirigida al presidente francés Emmanuel Macron, el entonces presidente de Chile, Sebastián Piñera, le manifestó su desacuerdo. El comunicado señala, en lo principal: 

(...)Los tribunales de Chile, ejerciendo sus funciones de forma independiente y en aplicación de las normas propias del Estado de Derecho que gobiernan el país, resolvieron que los actos cometidos por el Sr. Palma Salamanca constituyen actos terroristas y deben ser sancionados. Tanto la comisión de los delitos, el proceso judicial y la determinación de la pena ocurrieron en tiempos de democracia y con plena vigencia del Estado de Derecho.

En 1996, el Sr. Palma Salamanca escapó de la prisión donde se encontraba cumpliendo su pena y, a lo largo de estos años, ha sido acusado en México de participar en el secuestro de personas por rescate.
Sobre la base de estos hechos, enfatizamos al gobierno francés la gravedad de la conducta del Sr. Palma Salamanca y nuestra oposición a la concesión de asilo a una persona condenada por actos terroristas. En un escenario global amenazado por el terrorismo, del cual Francia no ha estado ausente, debemos unir fuerzas para poner fin a estos actos a través de la ley.
La investigación y el proceso judicial seguido en Chile se llevaron a cabo en conformidad a las normas que prescribe el derecho internacional y que garantiza el ordenamiento jurídico chileno. Nuestro sistema democrático se basa en la separación de los poderes del Estado y el respeto por los derechos humanos, como ha sido reconocido por todo el mundo. En virtud de estos antecedentes judiciales, la Corte Suprema de Chile, nuestro máximo tribunal, en ejercicio de sus funciones, adoptó la decisión de solicitar la extradición del señor Palma Salamanca a Francia. Tras esta resolución, el 26 de febrero de 2018, la República de Chile inició el procedimiento de extradición.
Asimismo, expresamos que el otorgamiento de asilo podría constituir un obstáculo para el ejercicio del derecho que asiste a Chile de continuar con el procedimiento de extradición. En opinión del gobierno, no existe justificación legal alguna para otorgar asilo político al señor Palma Salamanca, por lo que instamos al gobierno francés que tome las medidas necesarias disponibles, dentro de su ordenamiento jurídico para que se dé curso a la petición de extradición dictada por la Corte Suprema y el Sr. Palma Salamanca cumpla su condena en Chile, donde estará sujeto a todas las garantías y protección que le otorga el Estado de Derecho, en conformidad a las convenciones y pactos internacionales vigentes.

Chile cumple con todos los requisitos que el sistema legal europeo observa para considerar que un Estado garantiza la seguridad y protección de una persona que busca asilo en el extranjero, en particular el cumplimiento del Pacto de Derechos Civiles y Políticos.